# Ulla Parkdal
Ulla Märta Parkdal, född Bode 2 september 1939 i Skövde, är en socialdemokratisk politiker. Hon är före detta ordförande för Stockholms läns landstings Kulturnämnd, vice ordförande i kommunfullmäktige i Vaxholms kommun, samt textilkonstnär. Hon är bosatt på Rindö.